# Bernd Protzner
Bernd Protzner (* 23. August 1952 in Kulmbach; † 10. Dezember 2018) war ein deutscher Politiker der CSU. Er war Generalsekretär dieser Partei und zwischen 1990 und 2002 Mitglied des  Deutschen Bundestages.

## Leben

### Familie und Beruf
Bernd Protzner wurde 1952 als zweiter Sohn einer oberschlesischen Flüchtlingsfamilie in Kulmbach geboren. Sein Vater starb an den Folgen einer Kriegsverletzung, als Protzner fünf Jahre alt war.
Dem Abitur 1971 folgten ein Studium der Politikwissenschaft und Pädagogik und die Erste und Zweite Staatsprüfung für Lehrer sowie die Promotion. Seit dem Ende seiner politischen Karriere arbeitete er als Leiter des Career Service an der Universität Bayreuth.
Professor Wolfgang Protzner ist sein zehn Jahre älterer Bruder.

### Politische Ämter
Protzner trat 1968 der Jungen Union bei und war von 1977 bis 1983 deren Kreisvorsitzender in Kulmbach. Von 1983 bis 1987 war er Bezirksvorsitzender der Jungen Union in Oberfranken. Von 1995 bis 1998 war er unter Theo Waigel Generalsekretär der CSU. Als solcher war er intern stark umstritten. Des Öfteren habe er „Bürger, Wähler und  Parteifunktionäre mit seinen  Äußerungen vor den Kopf gestoßen“. Viele CSU-Politiker seien „nicht besonders glücklich darüber, von Protzner in den Medien repräsentiert zu werden“, denn „jede Pressekonferenz, jedes Interview“ sei ein „Risiko“. 1995 prägte er den Begriff „Pizza-Connection“ für eine Gruppe junger Politiker von CDU und Grünen. 1997 wurden die Aufgaben des Generalsekretärs faktisch nach Bundespolitik (Protzner) und Landespolitik (stellvertretender Generalsekretär Joachim Herrmann) geteilt.
In seiner Amtszeit als CSU-Generalsekretär bezeichnete er im Mai 1998 – ähnlich wie der damalige Regierungssprecher Otto Hauser – die PDS und das Magdeburger Modell (nach der Landtagswahl 1998 eine SPD-geführte Minderheitsregierung mithilfe der PDS) als „die schmutzigste Wahl in einem deutschen Parlament seit 1933“. Dies wurde gemeinhin als Gleichsetzung von PDS und NSDAP wahrgenommen. Ignatz Bubis, Vorsitzender des Zentralrats der Juden, bezeichnete Protzners Aussagen – wie auch die Aussagen von Otto Hauser und weiterer Unionspolitiker – als Geschichtsfälschung.
Am 25. Januar 1999 wurde Thomas Goppel Protzners Nachfolger als Generalsekretär.
Protzner war von 1987 bis 1990 auch stellvertretender Landrat in Kulmbach. Mitglied des Bundestages war er von 1990 bis 2002. Wegen Steuerhinterziehung wurde Protzner vom Landgericht Hof zu einer Bewährungsstrafe von zehn Monaten verurteilt. Seine Revision vor dem Bundesgerichtshof war erfolglos. Vom CSU-Kreisvorstand in Kulmbach wurde er 2002 nicht mehr als Bundestagskandidat nominiert.